# Bath Festival of Blues and Progressive Music
Das Bath Festival of Blues and Progressive Music war ein Musikfestival, das vom 27. bis zum 29. Juni 1970  auf dem „Royal Bath and West Showground“ in Shepton Mallet, Somerset, im Südwesten Englands stattfand. Es traten angesagte Bands wie Jefferson Airplane, Pink Floyd und Led Zeppelin auf. Ein „alternatives Festival“ fand außerhalb des eigentlichen Festivalgeländes statt; dort spielten die Pink Fairies und Hawkwind auf der Ladefläche eines LKWs.

## Geschichte
Das Festival begann am Samstag, dem 27. Juni, mittags und endete gegen 6:30 Uhr am Montagmorgen. Am Freitagabend wurde für die bereits angereisten Besucher Musik von Schallplatten gespielt, was ebenso zwischen vielen der Auftritte geschah. Das Programm beinhaltete die seinerzeit bekanntesten Bands und Musiker aus den USA und Großbritannien, darunter Santana, The Flock, Led Zeppelin (Headliner), Hot Tuna, Country Joe McDonald, Colosseum, Jefferson Airplane (mit verkürztem Set), The Byrds (mit akustischem Set), The Moody Blues (Auftritt fand nicht statt), Dr. John (mit akustischem Set), Frank Zappa & The Mothers of Invention, Canned Heat,  It’s a Beautiful Day, Steppenwolf,  Johnny Winter, John Mayall mit Peter Green, Pink Floyd, Pentangle, Fairport Convention, Keef Hartley und die Maynard Ferguson Big Band.
Das Festival wurde von Fred und Wendy Bannister organisiert, die im Jahr zuvor bereits das kleinere Bath Festival of Blues veranstaltet hatten. Das Event von 1970 lockte mit etwa 150.000 wesentlich mehr Zuschauer an, verursachte aber auch erhebliche logistische Probleme. Zudem war der Gewinn deutlich geringer als erwartet.

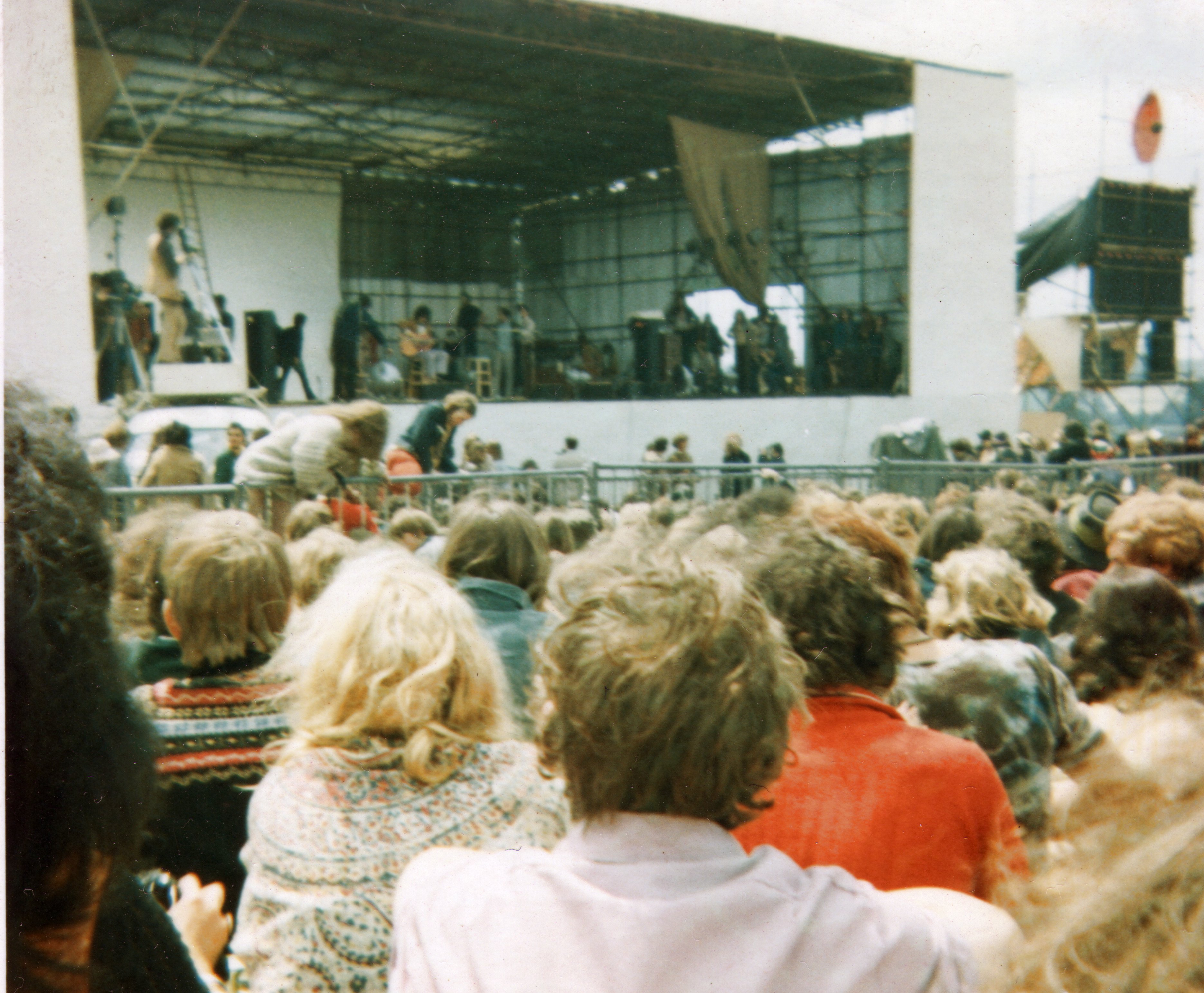
Bath Festival 1970 – Donovans Auftritt am Sonntagmorgen

Aufgrund des großen Zuschauerandrangs waren die Zufahrtsstraßen für die LKWs mit dem Bandequipment schwierig zu passieren, und es kam dadurch zu erheblichen Verzögerungen. Am Sonntagmorgen füllte Donovan die Lücke, indem er unangekündigt auftrat. Viele Auftritte erfolgten mit großer Verspätung in der Nacht zum Montag und mussten teilweise gekürzt werden. Der letzte Auftritt von Dr. John fand im Morgengrauen statt.
Ein „alternatives Festival“ fand auf einem benachbarten Feld statt; dort spielten die Pink Fairies und Hawkwind auf der Ladefläche eines LKWs. Dies war ein Vorläufer vieler „free festivals“ in den 1970er Jahren.